# Млодоцин-Венкши
Млодоцин-Венкши (пол. Młodocin Większy) — село в Польщі, у гміні Волянув Радомського повіту Мазовецького воєводства.
Населення — 417 осіб (2011).
У 1975-1998 роках село належало до Радомського воєводства.

## Демографія
Демографічна структура станом на 31 березня 2011 року:
|          | Загалом | Допрацездатний вік | Працездатний вік | Постпрацездатний вік |
| -------- | ------- | ------------------ | ---------------- | -------------------- |
| Чоловіки | 204     | 53                 | 134              | 17                   |
| Жінки    | 213     | 48                 | 129              | 36                   |
| Разом    | 417     | 101                | 263              | 53                   |